# استنلی بلک اند دکر
استنلی بلک اند دکر (انگلیسی: Stanley Black & Decker)، شرکت تجهیزات الکتریکی آمریکایی است، که در سال ۱۸۴۳ توسط فردریک ترنت استنلی تأسیس شد.